# Ermida do Coração de Jesus
A Ermida do Coração de Jesus é uma ermida açoriana localizada na Ilha do Pico.
Este pequeno templo, de linhas exteriores muito simples fica situado à distância de três quilómetros ao norte da Vila da Madalena, no local denominado Eirinha.
É de construção bastante recente mas já tem muito que contar sob o aspecto social. Erguida na chamada Quinta das Rosas, uma propriedade da região, foi mandada construir pelo seu actual proprietário, o Reverendo Padre Tomás Pereira da Silva Medeiros, pároco da referida Vila da Madalena, precisamente no ano 1936. Concluída nesse mesmo ano, e dedicada ao Sagrado Coração de Jesus, obteve, de pronto, o seu proprietário, as licenças necessárias, pelo que a 5 de Maio era solenemente benzida pelo Reverendo Ouvidor Eclesiástico do Concelho, o eminente escritor e Reverendo Padre Francisco Nunes da Rosa, autor dos volumes Pastorais do Mosteiro e Gente das Ilhas.
Conquanto seja um templo singelo, apresenta no seu interior um curioso altar com colunatas de cedro, no vulgar estilo barroco. Nesse altar venera-se uma artística imagem do Coração de Jesus.
Embora esta ermida seja propriedade particular, costuma ser público o culto que nela se efectua. Uma particularidade que ela apresenta é que é o templo preferido para casamentos, pois são sem conta os que dentro dela se realizam, quer de pessoas da ilha do Pico como da ilha do Faial.